# Marea de Residencias. Inicios

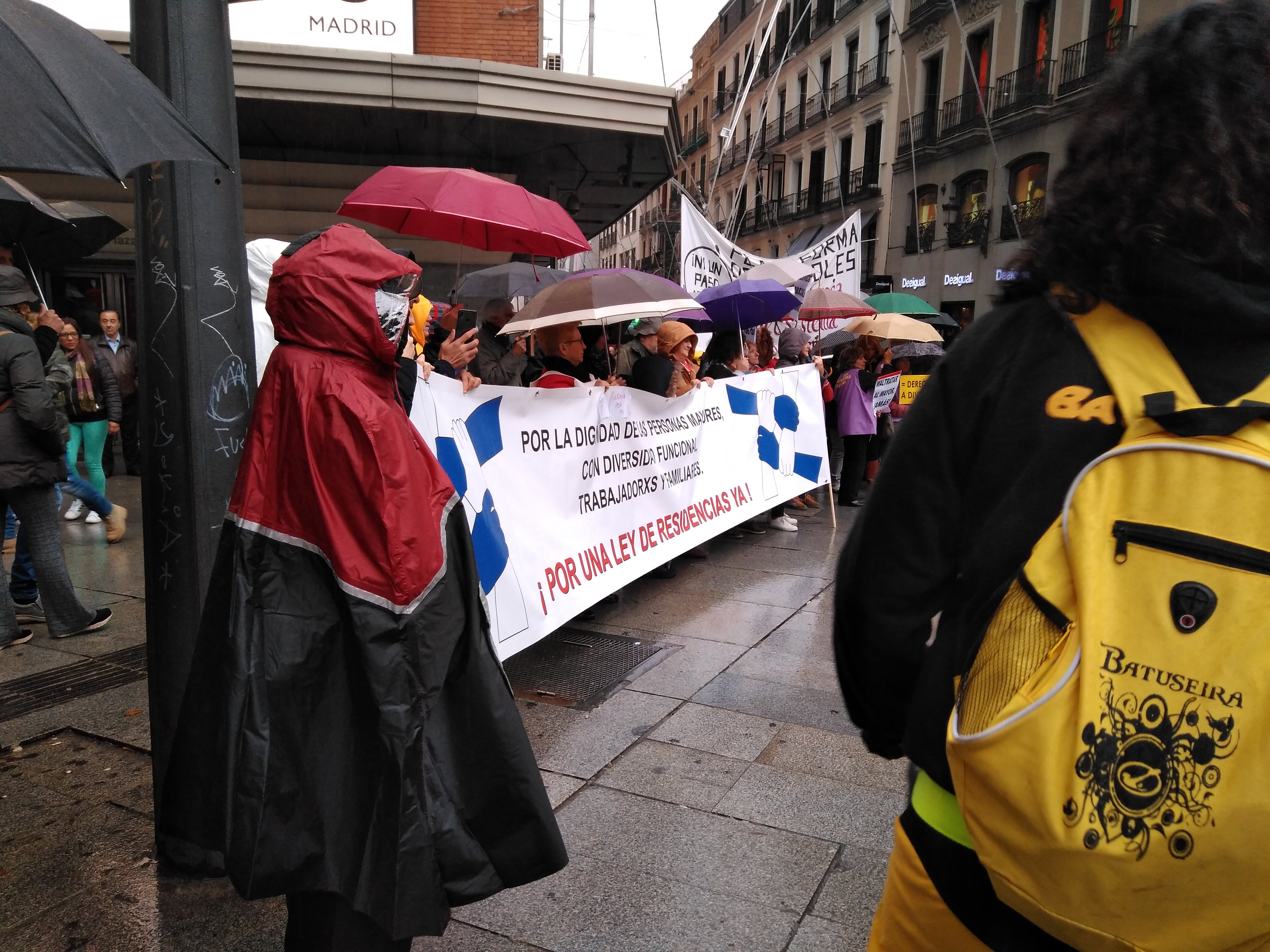
En Plaza de Callao Madrid 1 Dic 2019

Marea de Residencias es el nombre del movimiento social que se da el colectivo unitario de personas de distintas asociaciones, plataformas y grupos que existen alrededor de las residencias de mayores, que se conectan organizadamente en 2019 con el fin de enfrentar el deterioro generalizado que en ellas aumenta día a día.
Está formada por residentes, familiares, trabajadoras y ciudadanía interesada a título personal  que buscan apoyarse en su unión para cambiar lo que ocurre detrás de las paredes de las residencias, darlo a conocer a la sociedad, sus causas y los responsables del maltrato institucional que sufren residentes y trabajadores.

## Antecedentes
A partir de 2012 con la llegada del presidente M. Rajoy al gobierno de España, y casi a la vez en la Comunidad de Madrid del presidente Ignacio González, se notaron cambios importantes que empeoraron las ya precarias condiciones de vida en las residencias madrileñas. Cambios, a peor, que se plasmaron luego administrativamente en las renovaciones de los Pliegos de las residencias de gestión indirecta que reducían en más del 20% el personal necesario, suprimían la plantilla mínima exigida, eliminaban la cláusula de subrogación del personal a las nuevas empresas concesionadas y daban la mayor puntuación en los concursos al menor precio.
También se empezó a notar en las residencias públicas de gestión pública la reducción paulatina de profesionales y de material necesario.
Desde 2013 constan las protestas en algunas residencias por los recortes, con cartas al Defensor del Pueblo y apariciones en algunos medios. Protestas que se intensifican ya a nivel más general en 2016, llegando a confluir trabajadoras, familiares y comités sindicales en una concentración ante la Consejería de Asuntos Sociales de la calle O'Donnell a finales de noviembre.
La gran irrupción de fondos de inversión internacionales y de capitales españoles que llegan nuevos al mundo de las residencias, atraídos por los beneficios asegurados durante años debido a la generación del boom demográfico, da el resultado de la maximización de los beneficios que permite, o alienta sin ninguna restricción, el partido gobernante durante esos años. La única posibilidad de contrarrestar esta situación un poco es el apoyo de los partidos de la oposición y en especial de los diputados del partido Podemos que acaban de llegar al parlamento madrileño en las elecciones autonómicas de mayo de 2015.
En ese apoyo destacó el diputado Raúl Camargo, portavoz de Podemos en la Comisión de Asuntos Sociales y Familia. Visitaba las residencias, reunió a trabajadoras y familiares en la Asamblea y dio voz a sus reivindicaciones y propuestas, que fueron defendidas también muchas veces por el diputado, adjunto a la portavocía de la Comisión por el PSOE, José Ángel Gómez Chamorro.
En esos años, para afrontar el consentido deterioro de las residencias por el gobierno de la Comunidad, presidido hasta mayo de 2018 por Cristina Cifuentes y después, hasta abril de 2019 por Ángel Garrido, surgen agrupaciones de familiares en muchas residencias (los grupos de whatsapp para mantenerse informados de lo que ocurre en ellas), y varias asociaciones y plataformas locales, que buscaban reagruparlos con publicaciones en páginas de Facebook. Por ejemplo, ADEMAF (Asociación por los Derechos de los mayores y sus familiares) o la Plataforma por la dignidad de las personas mayores en las residencias.      

## Una Ley de Residencias
A finales de 2017 surge la idea en Podemos Madrid, por la necesidad del cambio necesario en las residencias y ante su continuo deterioro, de una Ley de Residencias en la Comunidad que dé soporte legal al obligado aumento del personal y la atención adecuada, pues crecen significativamente los dependientes y muy dependientes que deben ser atendidos. Lanzan un proceso de participación al que se suman trabajadoras y familiares con el objetivo que sea una realidad la ley antes de terminar la X Legislatura. 
El 29 de enero de 2018 se registró la Proposición de Ley de Centros Residenciales para personas mayores en la Comunidad. Con la esperanza de conseguirla y varias concentraciones de familiares y trabajadoras, comenzó su trámite en la Asamblea de Madrid el 10 de mayo de 2018. La patronal AESTE la calificó entonces como disparate jurídico en palabras de su secretario. La tramitación de la Ley continuó durante 2018 y, en los primeros meses de 2019, el grupo de Podemos tuvo que retirarla ante la decisión de los otros grupos políticos de cambiar sustancialmente sus aspectos decisivos, disminuyendo, por ejemplo, la dotación necesaria de personal, y pese a la presión de las movilizaciones para su aprobación.   
¿Si hubiese existido en la posterior primera ola de la pandemia esa ley, que mejoraba los cuidados y aumentaba el personal de atención directa, hubiera habido tanta mortalidad? Hay un análisis de junio de 2022 que puede responder.

## Surge Marea de Residencias
Las elecciones en la Comunidad de Madrid fueron el 26 de mayo de 2019. Ganó el PSOE pero el gobierno fue para el PP en coalición con Ciudadanos y con el apoyo de Vox, pues consiguieron la mayoría de escaños en la Asamblea de Madrid. 

Cartel convocatoria primera asamblea Marea de Residencias

La Consejería de Políticas Sociales, Familias, Igualdad y Natalidad recayó en Ciudadanos. El consejero, Alberto Reyero, más cercano a los familiares que los anteriores consejeros, incrementó muy poco, o nada, el personal de atención en las residencias.    
La ciudadanía y los diferentes colectivos que habían participado en las movilizaciones con el objetivo de mejora de las residencias y por una Ley de Residencias, requieren coordinarse para seguir forzando que aumente el personal y mejore todo el sistema de los cuidados. Grupos de familiares, Raúl Camargo, ya exdiputado y trabajadoras convocaron a una Asamblea Por una Marea de Residencias el día 19 de septiembre en la sala de conferencias de la librería Traficantes de Sueños. Se llegó a los acuerdos de preparar una importante manifestación para el 23 de noviembre por la mejora de las residencias, coordinarse para otras convocatorias y seguir haciendo asambleas para nuevas propuestas.     
En las asambleas posteriores realizadas en el centro Clara Campoamor se organizaron distintos grupos de trabajo. Uno se encargó de recorrer y pedir a los ayuntamientos madrileños la aprobación de mociones, instando a la Comunidad de Madrid la promulgación de la necesaria Ley de Residencias. Ayuntamientos que se sabe que las votaron y aprobaron: San Sebastían de los Reyes, Arganda, Getafe, Griñón, Guadarrama, San Fernando de Henares, San Lorenzo del Escorial, Aranjuez, Arroyomolinos, Collado Villalba, Leganés, Parla y la junta de distrito de Villa de Vallecas. En Fuenlabrada fue denegada.     
Otro grupo se encargó de la preparación de la manifestación del 23 de noviembre para la que se hizo también llamamientos a colectivos y asociaciones de otras comunidades. Se preparó el manifiesto a leer al final. Desde ese día la exigencia de la Ley de Residencias fue ya de una ley marco de ámbito estatal, al comprobar que los mismos problemas existían en las de las otras comunidades cuyos gobiernos también son bastante permeables a los intereses de las empresas.
La manifestación discurrió en Madrid desde la plaza de Cibeles a la Puerta del Sol. Se sumaron colectivos de distintas comunidades y de otros ámbitos fuera de las residencias      
A esa manifestación siguió la concentración en la Plaza de Callao el 1.º de diciembre bajo la lluvia, continuaron las mociones en los ayuntamientos, el día a día de cada lucha en las residencias, la esperanza en que los estatales recientes parlamento y gobierno de coalición abriesen un cambio importante y una Ley (marco) estatal de Residencias, otras manifestaciones, los apoyos en los medios de comunicación y las redes, el trabajo diario, la organización... y en eso llegó la pandemia con el desastre que, aunque no previsto, casi había anunciado Marea de Residencias cuando alertaba a instituciones y denunciaba en los medios que por la mala organización, la rotación y escasez de personal, el hacinamiento, etc., cualquier infección de orina, gastroenteritis, sarna o gripe se convertía en un grave problema para todos los residentes. Y la justicia archivaba las denuncias.
Lo que con la pandemia y desde entonces ocurrió se documentará, si es posible, en otra página          